# Antar Boucherit
Antar Boucherit (tiếng Ả Rập: عنتر بوشريط; sinh ngày 18 tháng 12 năm 1983 ở Annaba, Algérie) là một cầu thủ bóng đá người Algérie hiện tại thi đấu ở vị trí tiền vệ cho JSM Béjaïa ở Giải bóng đá hạng nhất quốc gia Algérie.
Vào tháng 1 năm 2008, anh được triệu tập bởi Rabah Saadane vào đội tuyển quốc gia Algérie A' để tham gia trại huấn luyện 5 ngày.